# Parque eólico El Tordillo
El Parque eólico El Tordillo es un parque eólico perteneciente a la sociedad Vientos de la Patagonia, ubicado en cercanías del pueblo de El Tordillo, a 40 km de la ciudad de Comodoro Rivadavia a la vera de la Ruta Nacional 26. Inaugurado en 2010, cuenta con un aerogenerador UNIPOWER IWP-70 y un NRG 1500 de 1,5 MW, montados sobre torres de acero de 70 m de altura y poseen un rotor de 70 m de diámetro compuesto por tres palas de 32 m de largo cada una. Pesan aproximadamente 300 tn cada uno y su potencia instalada equivale a la energía necesaria para abastecer a más de 1.500 hogares.
En 2018 recibió las últimas ampliaciones por parte de YPF Luz que liberaron una generación de 50 mg.

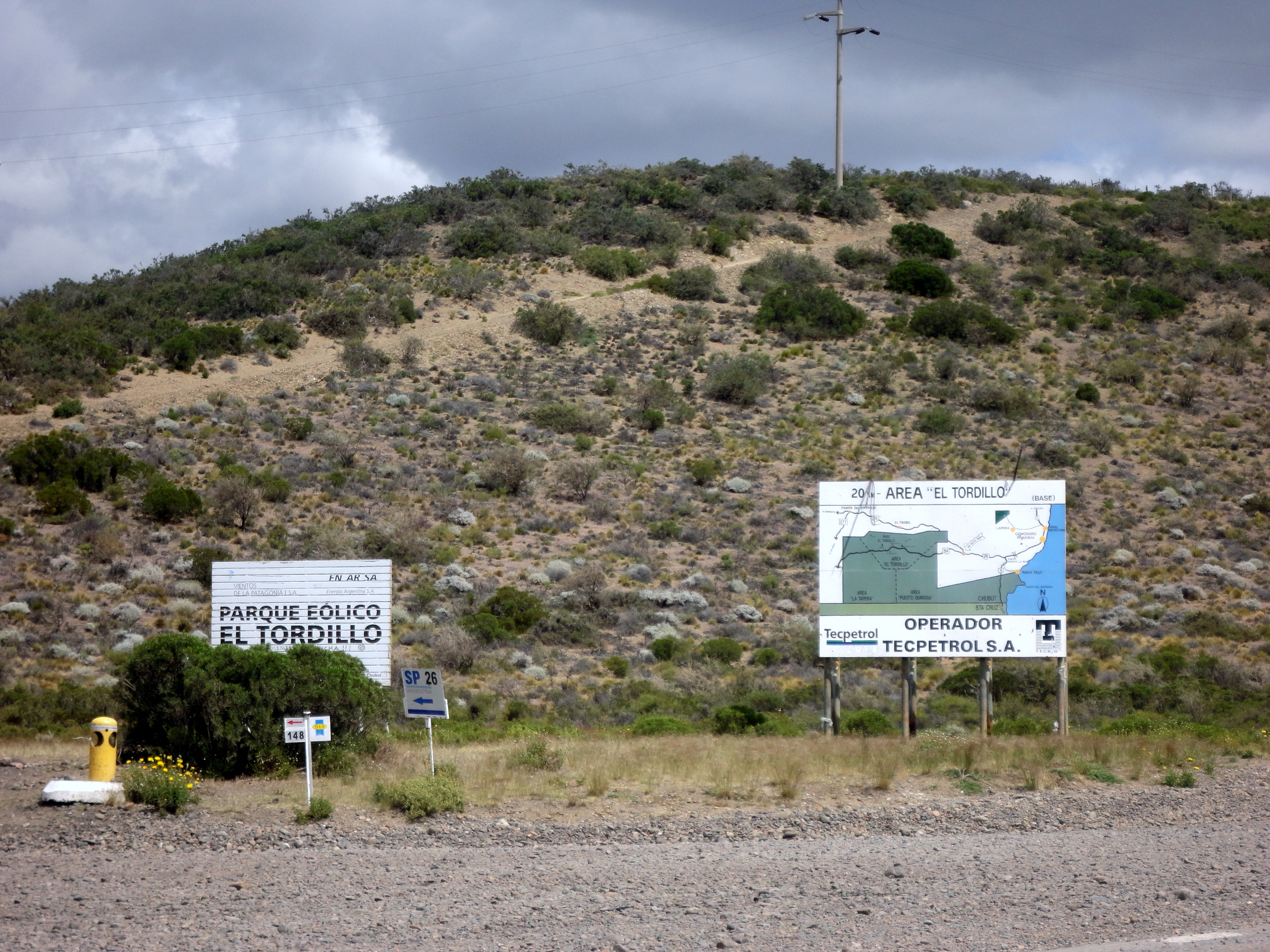
Ingreso al parque eólico El Tordillo.

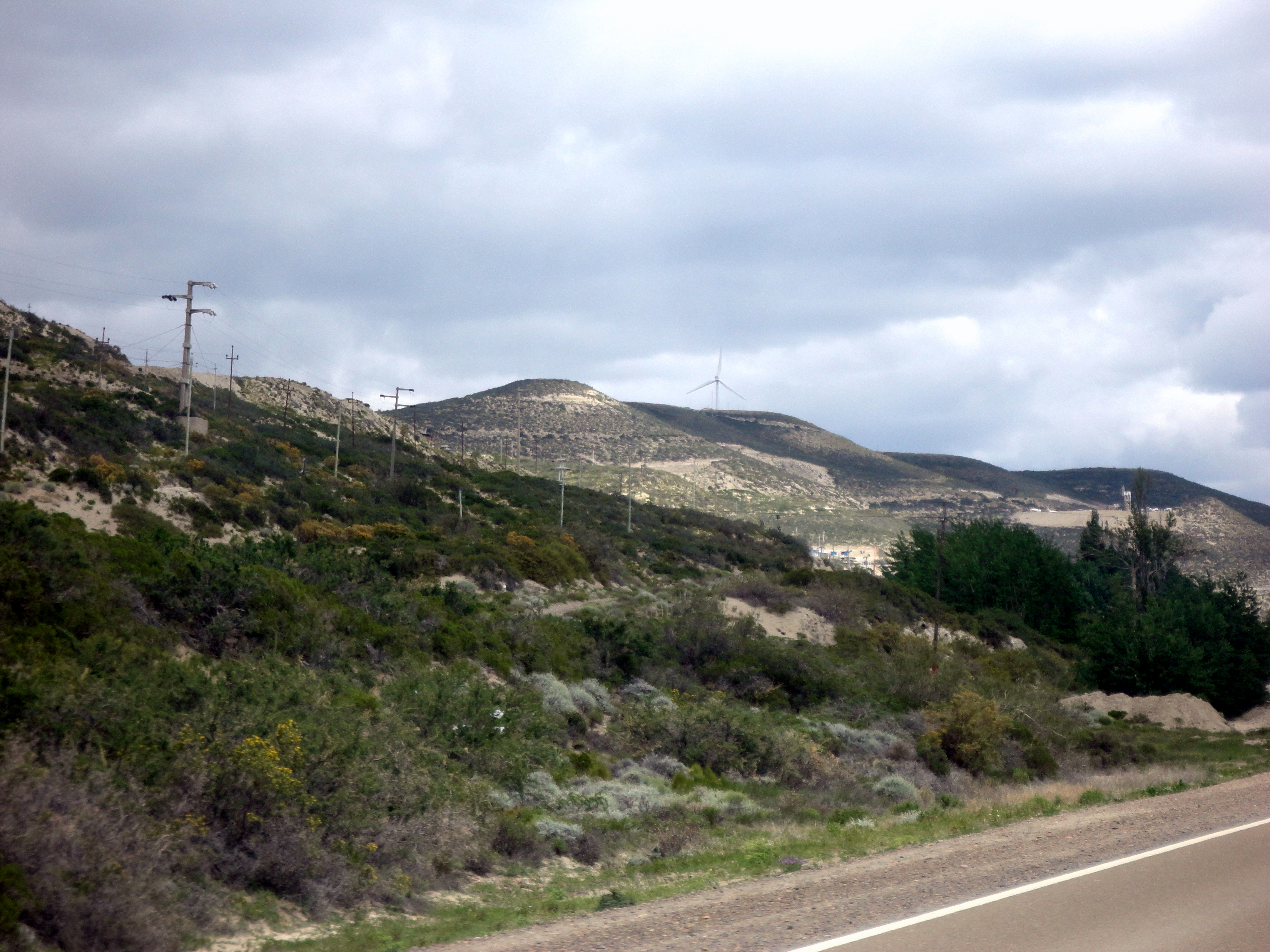
Vista de molinos del parque eólico ubicados en lo alto de un cerro.

El objetivo del Proyecto Vientos de la Patagonia fue contribuir al desarrollo de la industria argentina de aerogeneradores, mediante la compra, por parte de una empresa del Estado (80% Nacional y 20% de la Provincia de Chubut) de estas primeras 2 máquinas de fabricación nacional, bajo la condición de homologación de sus curvas de potencia bajo Norma IEC 61400, hecho que ocurrió en 2010, mediante la certificación conjunta del C.R.E.E. (Centro Regional de Energía Eólica de Chubut) y de la propia empresa Vientos de la Patagonia I SA.
Para ello esta empresa proveyó el terreno y las instalaciones eléctricas necesarias para hacer las mediciones. El objetivo se completaría con la compra, a cada fabricante, de una 20 máquinas más, por un total de 30MW a cada uno. Las máquinas cumplieron con lo requerido en la Norma. Estuvieron produciendo energía durante varios años, a factores de capacidad muy altos, superiores por momentos al 50%.

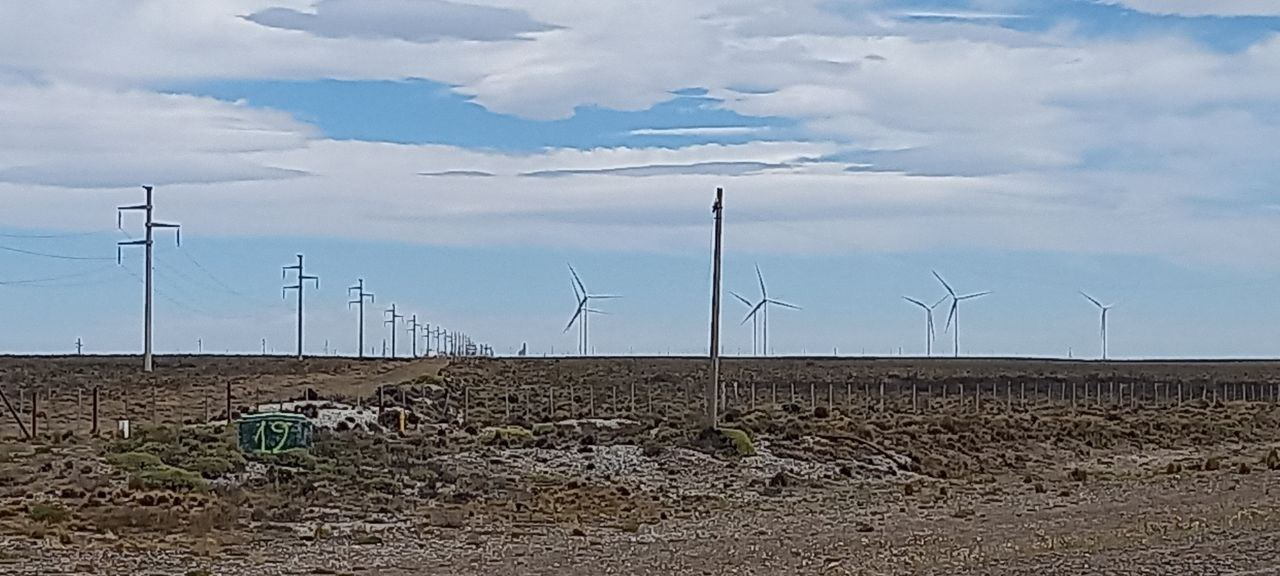
El parque desde ruta 26.